# Verallgemeinertes Pochhammer-Symbol
In der Mathematik ist das verallgemeinerte Pochhammer-Symbol eine Verallgemeinerung des Pochhammer-Symbols. Die Funktion tritt in der Theorie der Zufallsmatrizen, in der Theorie der multivariablen orthogonalen Polynome und in der multivariaten Statistik auf.
Das verallgemeinerte Pochhammer-Symbol trägt den Namen von Leo August Pochhammer.

## Definition
Sei
- {\displaystyle \kappa =(k_{1},\dots ,k_{p})} eine Partition von {\displaystyle n\in \mathbb {N} _{0}}, das heißt, es gilt {\displaystyle n=k_{1}+\dots +k_{p}} und {\displaystyle k_{1}\geq \cdots \geq k_{p}\geq 0} wobei {\displaystyle k_{1}\,\cdots ,k_{p}\in \mathbb {N} _{0}}.
- {\displaystyle l(\kappa )} die Länge der Partition {\displaystyle \kappa }, das heißt die Anzahl Folgenglieder, welche verschieden von Null sind (das bedeutet {\displaystyle l((2,1,0,0))=2}),
- {\displaystyle (a)_{k}} ist das Pochhammer-Symbol respektive die steigende Faktorielle

{\displaystyle (a)_{k}={\frac {\Gamma (a+k)}{\Gamma (a)}}=\prod \limits _{j=1}^{k}(a+j-1).}
Das verallgemeinerte Pochhammer-Symbol mit Parameter {\displaystyle \alpha } zur Partition {\displaystyle \kappa } ist definiert als
{\displaystyle (a)_{\kappa }^{\alpha }:=\prod \limits _{i=1}^{l(\kappa )}\left(a-{\frac {i-1}{\alpha }}\right)_{k_{i}}=\prod \limits _{i=1}^{l(\kappa )}\prod \limits _{j=1}^{k_{i}}\left(a-{\frac {i-1}{\alpha }}+j-1\right)}.
Ausgedrückt mit Hilfe der Gamma-Funktion
{\displaystyle (a)_{\kappa }^{\alpha }=\prod \limits _{i=1}^{l(\kappa )}{\frac {\Gamma \left(a-{\frac {i-1}{\alpha }}+k_{i}\right)}{\Gamma \left(a-{\frac {i-1}{\alpha }}\right)}}}.
Den Fall {\displaystyle \alpha =1} nennt man auch verallgemeinerte hypergeometrische Koeffizienten und ist
{\displaystyle (a)_{\kappa }^{1}=\prod \limits _{i=1}^{l(\kappa )}\left(a-i+1\right)_{k_{i}}=\prod \limits _{i=1}^{l(\kappa )}\prod \limits _{j=1}^{k_{i}}\left(a-i+j\right).}
Dieser Fall taucht in der hypergeometrischen Funktion mit Matrix-Argument auf.